# Tělovýchovná jednota Sparta ČKD Praha 1979-1980
Questa voce raccoglie le informazioni riguardanti il Tělovýchovná jednota Sparta ČKD Praha nelle competizioni ufficiali della stagione 1979-1980.

## Stagione
In questa stagione lo Sparta Praga ritorna alla vittoria di un titolo nazionale: ciò non accadeva dalla stagione 1975-1976, anche in quel caso vinse due titoli e, anche in quel caso, uno di quelli era la Coppa di Cecoslovacchia: nella finale unica (fu instaurata nel 1976, lo Sparta Praga fu l'ultima squadra a vincere la competizione a finale doppia), il ZŤS Košice viene sconfitto per 2-0. I granata si arrestano in campionato (10°) ma non in Europa: lo Sparta vince il quarto girone della Coppa Piano Karl Rappan, ritornando a vincere una competizione internazionale dopo sedici anni (l'ultima vittoria internazionale risale alla Coppa Mitropa del 1964).

## Calciomercato
Vengono ceduti Vankovic (Rakovník), Chovanek e Princ. František Straka (Tachov) e Jaroslav Pollák (Dukla Banská Bystrica) sono i nuovi acquisti.

## Rosa
| N. |                           | Ruolo | Calciatore       |
| -- | ------------------------- | ----- | ---------------- |
|    | Cecoslovacchia (bandiera) | P     | Miroslav Koubek  |
|    | Cecoslovacchia (bandiera) | D     | Jaroslav Kotec   |
|    | Cecoslovacchia (bandiera) | D     | Miloš Beznoska   |
|    | Cecoslovacchia (bandiera) | D     | Zdeněk Ščasný    |
|    | Cecoslovacchia (bandiera) | D     | František Straka |

| N. |                           | Ruolo | Calciatore      |
| -- | ------------------------- | ----- | --------------- |
|    | Cecoslovacchia (bandiera) | C     | Tomáš Stranský  |
|    | Cecoslovacchia (bandiera) | C     | Jaroslav Pollák |
|    | Cecoslovacchia (bandiera) | C     | Josef Jarolím   |
|    | Cecoslovacchia (bandiera) | A     | Václav Kotal    |
|    | Cecoslovacchia (bandiera) | A     | Petr Slany      |